# Douane

Signalétique des douanes.

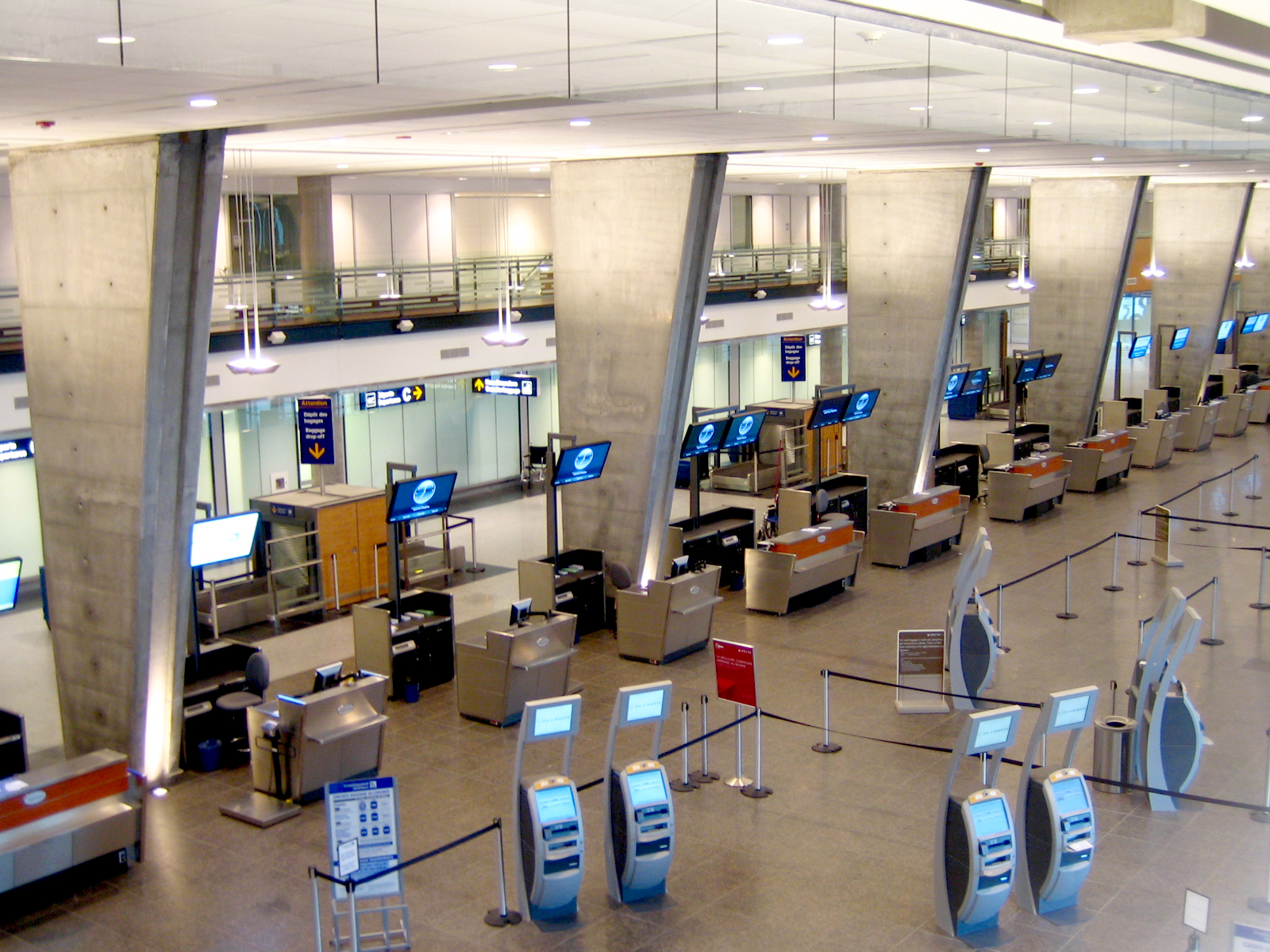
Secteur des douanes avant le départ vers les États-Unis à l'aéroport international Pierre-Elliott-Trudeau (Canada).

La douane (du persan diwan, « registre, liste de contrôle ») est une autorité étatique chargée du contrôle des frontières d'un pays, et en particulier de la régulation des personnes et marchandises qui entrent et sortent, et d'y percevoir les droits de douane imposés sur ces marchandises. Ses missions varient beaucoup d'un État à l'autre, mais elle est presque toujours une institution économique et financière à caractère fiscal et sécuritaire.

## Mission
La douane peut notamment être chargée :
- du contrôle frontalier des transferts physiques de capitaux ;
- de la lutte contre les pratiques déloyales (ex: concurrence déloyale) ;
- de la circulation et du contrôle des marchandises (y compris à risques) ;
- de la surveillance, de la facilitation et de la sécurisation des échanges en matière de commerce extérieur ;
- de l'assiette, du contrôle et du recouvrement des droits d'accise et plus généralement des contributions indirectes ;
- de missions de garde-frontière et/ou de garde-côtes ;
- de la lutte contre l'immigration clandestine ;
- de la mise en place de barrières douanières non tarifaires (barrière de protection et de sécurité) ;
- de la fiscalité douanière (assiette, contrôle et recouvrement des droits de douane et des taxes dus à l'entrée de marchandises sur un territoire) ;
- de la lutte contre le trafic de drogue et d'armes, le blanchiment de fonds et les circuits financiers clandestins ;
- d'enquêtes judiciaires.

Son activité est réglementée par le droit national, mais aussi par des accords internationaux (Organisation mondiale du commerce [OMC], divers traités de libre-échange).
Depuis la deuxième moitié du XXe siècle, la tendance est à la diminution des barrières douanières (tarifaires ou non) par le biais d'accords bilatéraux, régionaux (Union européenne ou Accord de libre-échange nord-américain) et mondiaux afin d'accroître les échanges internationaux.
Suivant les États, elle peut être de statut militaire — comme la Garde des finances en Italie — ou civil — comme la Direction générale des Douanes et Droits indirects (DGDDI) en France.

## Barrières douanières par pays
| Pays             | Taux des droits      | Taux des droits                              | Barrières non tarifaires | Quotas, interdictions, embargo |
| Pays             | Moyen                | Plage de taux                                | | |
| ---------------- | -------------------- | -------------------------------------------- | --- | --- |
| Union européenne | 4,2 %                |                                              | Produits agricoles, OGM, textiles | Interdiction : bœuf élevé aux hormones |
| Arabie saoudite  | 4,85 %               |                                              | Importations uniquement par des sociétés 100 % saoudiennes ; certificat phytosanitaire pour les fruits, légumes, semences ;                             | Interdictions : viande de porc, alcool, viandes non halal. embargo : Israël et toute société ayant des liens commerciaux avec ce pays                          |
| Australie        | 5 %                  |                                              | législation phytosanitaire pour les plantes et animaux, quarantaine pour plus de 150 produits agricoles                                                 | quotas : fromage, tabac |
| Brésil           | 10,7 %               | doublement possible des droits               | licences pour de nombreux produits[Lesquels ?] | |
| Chili            | 6 %                  |                                              | prix minimum, notamment pour l'alimentation (blé, huile, sucre…)                                                                                        | Standards très stricts pour la viande de bœuf, rendant l'importation impossible ; interdiction des véhicules d'occasion                                        |
| Chine            | 8,37 %               |                                              | Entreprises doivent être autorisées par le MOFTEC, licences (pour plus de 50 % des importations), normes et standards locaux                            | |
| États-Unis       | 3 %                  |                                              | Produits agricoles, équipement électriques, textiles | embargo : liste de pays |
| France           | 4,2 % (hors UE)      |                                              | Barrières CEE + semences, avions + enfant[Quoi ?] | |
| Indonésie        | 9,5 % (2006)         |                                              | licences : alimentation non enregistrée, médicaments, armes, explosifs, films, photocopieuses couleur, certains pesticides                              | Interdictions : livres, journaux écrits en indonésien, chinois ou autre langue locale (excepté ouvrages scientifiques), cassettes, films pour usage personnel… |
| Japon            | 3 %                  | 108 % riz                                    | standards spécifiquement locaux, préférence nationale                                                                                                   | quotas pour la chimie organique, pharmacie, explosifs |
| Maroc            | 23 % (9,3 % pondéré) | 42 % agriculture                             | | |
| Russie           | 9,9 %                |                                              | certifications | quotas pour l’agroalimentaire embargo pour l'alimentation provenant de l'UE, des États-Unis et certains pays.                                                  |
| Sénégal          |                      | 0 % à 20 %                                   | complexité et lenteur administrative | |
| Singapour        |                      | 0 %, sauf automobiles, gazole, tabac, alcool | licences : automatiques pour certains produits alimentaires (frais…), médicaments ; non automatiques pour les produits à risque pour la santé ou l'état | Interdictions : chewing-gums, armes |
| Suisse           | 5,5 %                |                                              | agriculture biotechnologique, textiles | quotas sur produits alimentaires |

## Journée internationale
Chaque année, à la fin du mois de janvier est célébrée la journée internationale de la douane avec une thématique particulière.